# Antoine Alphonse Chassepot
Pour les articles homonymes, voir Chassepot.
Antoine Alphonse Chassepot, né le 4 mars 1833 à Mutzig, Bas-Rhin et mort le 5 février 1905 à Gagny, Seine-et-Oise, est un armurier français. Il a mis au point le fameux fusil Chassepot adopté en 1866 par l'Armée française ce qui lui valut de recevoir la Légion d'honneur et un prix de 30 000 francs.

## Biographie
Fils et neveu de contrôleurs d'armes, Antoine Chassepot entre en 1851, à l'âge de 18 ans, à la manufacture d'armes de Châtellerault. En 1856, il est ouvrier à la manufacture nationale d’armes de Saint-Étienne où il propose un système de culasse dont l'étanchéité est assurée par un joint en caoutchouc.
En 1863, Chassepot met au point le fusil qui portera son nom, adopté en 1866 par l'armée française, et pour lequel il vient de déposer un brevet. La vente de l'exclusivité des droits de fabrication à une firme privée, la société Cahen Lyon & Cie, pose un épineux problème au ministère de la Guerre de Napoléon III. En effet, cette firme, créée pour la circonstance, se révèle incapable d'honorer toutes les commandes de l'État qui est pressé d'équiper le plus tôt possible l'armée française avec une arme moderne car la guerre de 1870 se dessine à l'horizon. C'est grâce à la sous-traitance dans d'autres pays européens (Angleterre, Hollande, Autriche, Espagne, Italie et Belgique) que le fantassin français pourra être équipé à temps avec une arme moderne.
Le Chassepot fait sa première apparition sur le champ de bataille à Mentana, le 3 novembre 1867, où il inflige des pertes sévères aux troupes de Giuseppe Garibaldi. On rapporte au Parlement que « Les chassepots ont fait merveille ! » De fait, les lourdes balles cylindriques de plomb tirées à grande vitesse par le Chassepot infligeaient des blessures pires encore que celles du Minié.
Lors de la guerre franco-prussienne de 1870, la portée du Chassepot s’avère largement supérieure à celle du Dreyse allemand.
En 1868, Antoine Chassepot dépose en Angleterre un brevet pour un fusil utilisant des cartouches à étuis métalliques mais ce sera le modèle similaire du capitaine Gras qui sera adopté en 1874 par l'armée française.